# Куби-Млини
Куби-Млини (пол. Kuby-Młyny) — село в Польщі, у гміні Моравиця Келецького повіту Свентокшиського воєводства.
Населення — 159 осіб (2011).
У 1975-1998 роках село належало до Келецького воєводства.

## Демографія
Демографічна структура на день 31 березня 2011 року:
|          | Загалом | Допрацездатний вік | Працездатний вік | Постпрацездатний вік |
| -------- | ------- | ------------------ | ---------------- | -------------------- |
| Чоловіки | 80      | 18                 | 59               | 3                    |
| Жінки    | 79      | 18                 | 47               | 14                   |
| Разом    | 159     | 36                 | 106              | 17                   |